# سازمان ثبت اسناد و املاک کشور
سازمان ثبت اسناد و املاک کشور (به انگلیسی: Deeds and Properties Registration Organisation of Iran) یکی از سازمان‌های قوهٔ قضائیهٔ ایران است که وظیفه ثبت و صدور سند تمامی املاک، معاملات، شرکت‌ها، اختراعات، علایم تجاری و دارایی‌های شخصی اتباع ایران را به عهده دارد. این سازمان با وظایف حقوقی و ساختار عملکرد مستقل، از نهادهای وابسته به قوه قضائیه جمهوری اسلامی ایران است. دفاتر اسناد رسمی و  دفاتر ازدواج و طلاق تحت نظارت این سازمان قرار دارند.

## تاریخچه
نخستین قانون ثبت اسناد در بیستم اردیبهشت ۱۲۹۰ خورشیدی در ۱۴۳ ماده به تصویب مجلس شورای ملی رسید و بر اساس این قانون، دایرهٔ ثبت اسناد در وزارت عدلیه (دادگستری) تأسیس شد که بعدها به ادارهٔ کل و سپس سازمان (در سال ۱۳۵۲) ارتقا یافت. امروزه، سازمان ثبت اسناد و املاک کشور یکی از سازمان‌های زیرمجموعهٔ قوهٔ قضائیهٔ ایران است. رئیس این سازمان از سوی رئیس قوهٔ قضائیه تعیین می‌شود و معاون قوهٔ قضائیه به حساب می‌آید. حوزهٔ ستادی این سازمان متشکل از چهار معاونت و تعدادی ادارهٔ کل است. در مجموع، حوزهٔ کاری و ارباب رجوع این سازمان در دو معاونت اسناد و املاک خلاصه می‌شود. دفاتر ازدواج و طلاق و دفاتر اسناد رسمی در شهرهای مختلف ایران تحت نظارت سازمان ثبت اسناد کار می‌کنند.
قانون‌گذار در سال ۱۳۱۰ با تصویب قانون ثبت مترصد آن بود که از تنظیم اسناد عادی جلوگیری کند، اما در این زمینه کامیاب نبود که این ناکامی تاکنون ادامه دارد. یکی از موضوعاتی که به دوام و بقای سند عادی کمک کرد مواد ۱۴۷ و ۱۴۸ قانون ثبت اسناد بود.
در پانزدهم خرداد ۱۳۱۶ با تصویب لایحه‌ای که احمد متین دفتری وزیر عدلیه به مجلس شورای ملی داده بود، اصطلاحات سردفتر و دفتریار باب شد. این قانون، دفاتر ثبت اسناد را به سه درجه تقسیم کرد: دفترخانه‌های درجه ۳ تنها اجازهٔ تنظیم و ثبت اسناد تا پانصد تومان را داشت. شرایط تازه و سختگیرانه‌تری برای کسب پروانهٔ سردفتری تعیین شد و سردفتران و دفتریاران از آن پس حق استخدام در دولت، نمایندگی مجلس، وکالت عدلیه، اشتغال به هر نوع کسب و تجارت و هر نوع دلالی، عضویت در هیئت مدیرهٔ شرکت‌های تجارتی و مؤسسات استقراضی و بیمه نداشتند.

## رؤسای سازمان
رئیس سازمان ثبت اسناد و املاک کشور یک شغل حکومتی در ایران است. در حال حاضر، رئیس سازمان ثبت توسط رئیس قوهٔ قضاییه تعیین می‌شود و همزمان معاون قوهٔ قضاییه به‌شمار می‌آید.
رؤسای ثبت اسناد از ابتدای تأسیس تا سال ۱۳۵۲ خورشیدی که ادارهٔ کل ثبت اسناد به سازمان ارتقا یافت عبارتند از:
1. میرزا کاظم خان سمیعی
2. عبدالله مستوفی
3. علی معتمدی
4. یوسف جوادی
5. مهدی مولوی
6. سید حسن شهشهانی
7. غلامعلی هدایت
8. محمود هدایت
9. سید احمد امامی
10. شیخ عبدالعلی لطفی
11. موسی سرابندی
12. عبدالله معقول[۵]
13. غلامرضا فولادوند
14. وجیه‌الله فاضل سرجوئی
15. علی‌اصغر امین محلاتی
16. عباس علی بشیر فرهمند[۶]
17. غلامرضا سلحشور
18. مسیح عطارد
19. قاسم رئیسیان

رؤسای سازمان ثبت اسناد از سال ۱۳۵۲ هجری خورشیدی تاکنون عبارتند از:
1. احمد زرین‌نعل
2. ابوالفتح یاسری
3. محمود نجفی فردوس
4. خاکپور
5. علی‌اکبر رزاز
6. حسین شهسوارانی از پیروزی انقلاب الی ۱۳۵۸
7. سید احمد هاشمی ۱۳۶۸–۱۳۵۸
8. سید رضا زواره‌ای ۱۳۷۸–۱۳۶۸
9. محمدرضا علیزاده ۱۳۸۳–۱۳۷۸
10. حسینعلی امیری ۱۳۸۸–۱۳۸۳
11. احمد تویسرکانی ۱۳۹۸–۱۳۸۸
12. ذبیح‌الله خدائیان ۱۴۰۰–۱۳۹۸[۷]
13. حسن بابایی تاکنون–۱۴۰۰[۸]

در حال حاضر رئیس سازمان برای یک دورهٔ پنج‌ساله (تمدیدپذیر) توسط رئیس قوهٔ قضائیه انتخاب می‌شود.

## وظایف سازمان ثبت اسناد و املاک کشور
وظایف اصلی این سازمان در پنج دسته خلاصه می‌شود:
1. ثبت املاک
2. اجرای مفاد اسناد رسمی
3. دفاتر اسناد رسمی و ازدواج و طلاق
4. ثبت شرکت‌ها و علایم و اختراعات[۹]
5. ثبت مالکیت صنعتی، حق اختراع، حقوق بر مشتری مانند سرقفلی حق تاجران و صنعتگران نسبت به نام، علائم تجارتی و صنعتی و اسرار تجاری معروف به مالکیت تجارتی و صنعتی. رئیس این سازمان همه‌ساله در مهرماه در اجلاس سازمان جهانی مالکیت معنوی (WIPO) به‌عنوان نمایندهٔ ایران در سازمان ملل در ژنو حاضر می‌شود.[۱۰]

## ادارات زیرمجموعه سازمان ثبت اسناد و املاک

### امور املاک
ثبت ملک در دفتر املاک اداره ثبت اسناد و املاک صورت می‌پذیرد و آثاری دارد که در قانون ثبت و سایر قوانین ذکر شده‌است. دفتر املاک که یکی از دفاتر قانونی است به دلیل اهمیتی که دارد و زمانی که ملکی تقاضای ثبت شد نهایتاً مراحل قانونی باید در دفتر املاک به ثبت برسد و رونوشت این دفتر املاک سند مالکیتی است که در دست مالک است و آنان چنان نقشی دارد که حتی از حکم دادگاه هم بالاتر است.

### امور اسناد
اداره امور اسناد با وظایف زیر مواجه است:
1. رسیدگی به استعلامات و پاسخ به سوالات در مورد ثبت کلیه عقود و معاملات و قراردادها و سایر روابط مالی افراد با یکدیگر در دفاتر اسناد رسمی و همچنین پاسخ استعلامات ادارات کل ثبت استان‌ها در مواردی که به یکی از جهات قانونی اشکال در اجرای اسناد حاصل شده باشد.
2. رسیدگی به اعتراضات اشخاص نسبت به دیگر عملیات‌های نظارت در مورد پرونده‌های اجرایی و ثبتی.
3. صدور دستور اجراء آرا و همچنین نظریات مشورتی شورای عالی ثبت در مورد اسناد به واحدهای ذی‌ربط.
4. مکاتبات با دادگاه‌های انقلاب در مورد اشکالات و ابهامات موجود در احکام آن‌ها در رابطه با رفع تشابه اسمی افراد و رفع ممنوعیت آن‌ها و صدور بخش نامه راجع به مصادره اموال و ممنوعیت معامله محکومین دادگاه‌های انقلاب و سایر مراجع ذی‌صلاح قضایی.
5. صدور بخش نامه راجع به محجورین و ورشکستگان بر اساس احکام مراجع قضایی.

### اداره ثبت شرکت‌ها و علائم تجارتی و اختراعات
اداره کل ثبت شرکت‌ها و مالکیت صنعتی، از جنبه ثبت شرکت‌ها نقش مهمی در هویت بخشی به نهادهای اقتصادی و ایجاد امنیت اقتصادی و جذب پایدار ساختن سرمایه‌های سرگردان و از جنبه مالکیت صنعتی نیز به لحاظ تأثیر شگرف مقولات مالکیت فکری همچون اقتصادی کردن اختراعات، طرح‌های صنعتی و علائم تجاری و حمایت حقوقی از تجار و بازرگانی و … برعهده دارد. این بخش دارای دو اداره ثبت شرکت‌ها و موسسات غیرتجاری و اداره مالکیت صنعتی است و به‌طور خلاصه وظایف آن عبارتند از:
1. ثبت شرکت‌های تجارتی و موسسات غیرتجارتی ایرانی حوزه تهران و تغییرات بعدی آن.
2. ثبت دفتر تجارتی و غیرتجارتی حوزه تهران.
3. پلمپ دفاتر تجارتی و غیرتجارتی حوزه تهران.
4. ثبت شعبه یا نمایندگی شرکت‌های خارجی در ایران و تغییرات بعدی آن
5. ثبت موسسات خارجی در ایران.
6. تعیین نام شرکت‌های خارجی و موسسات غیرتجارتی در شرف ثبت سراسر کشور.
7. قبول یا رد اظهارنامه‌های تسلیمی علائم تجاری و اختراعات.
8. ثبت کلیه تغییرات و تجدید ثبت در علائم تجاری.

### اجرای اسناد رسمی
مفاد اسناد رسمی را می‌توان بدون مراجعه به دادگاه و از طریق اداره‌های ثبت به اجرا درآورد. چنانچه اشاره شد این امتیاز بزرگ به صورت استثنایی به برخی از اسناد عادی مثل چک هم داده شده‌است. به همین دلیل یکی از راه‌های وصول چک، مراجعه به اداره‌های ثبت است. از جمله اختیارات دایره اجرای ثبت، تهیه آگهی و انجام تشریفات مزایده و حراج اموال منقول و غیرمنقول، صدور بازداشت‌نامه شخص ثالث اعم از اشخاص حقیقی یا حقوقی، صدور دستور ممنوعیت خروج بدهکاران از کشور به اداره گذرنامه و پاسخگویی به مکاتبات کلیه وزارتخانه‌ها و سازمان‌های دولتی و نیز دفاتر اسناد رسمی و دفاتر ازدواج و طلاق در مورد فک اسناد تنظیمی که منجر به صدور اجراییه گردیده؛ می‌باشد.

## سامانه‌ها

### سامانه ثبت من
این سامانه امکان دسترسی یکپارچه متقاضیان به تمامی خدمات سازمان ثبت از جمله تمامی اسناد ثبت‌شده به نام تمام اشخاص را فراهم می‌آورد. این سامانه سال ۱۴۰۰ راه‌اندازی شد و در آدرس my.ssaa.ir قابل دسترسی است.